# Сударшан-чакра
Сударшан та Сударшан-чакра (санскр. सुदर्शन चक्रम्) в індуїзмі - обертовий вогняний диск, один з атрибутів Вішну, слугував зброєю його аватарам (Крішні та ін.) в їх різноманітних подвигах. Вішну, якого також називають Нараяна, зображується у чотирирукій формі, тримає у своїх руках Шанкх (раковину), сударшану, гаду (булаву) і падма (квітка лотоса). Вішну тримає сударшану вказівним пальцем, вставленим в отвір посеред диска. У Пуранах описується, що за потреби, Вішну посилає диск для виконання певної місії (обезголовлювання демонів). У деяких  текстах Сударшан також згадується як атрибут Шиви і Деві. 